# Begonia popenoei
Espèce
Begonia popenoei est une espèce de plantes de la famille des Begoniaceae. Ce bégonia est originaire d' Amérique centrale. L'espèce a été décrite en 1930 par Paul Carpenter Standley (1884-1963). L'épithète spécifique popenoei signifie « de Popenoe », en hommage à Wilson Popenoe (en), directeur du centre de recherche de Lancetilla, au Honduras.

## Répartition géographique
Cette espèce est originaire des pays suivants : Guatemala ; Honduras.